# 奥斯威加奇歷史區
奥斯威加奇（英語：Oswegatchie）是位於美國康乃狄克州新倫敦縣的一個歷史區。該地的面積和人口皆未知。

## 地理
奥斯威加奇的座標為41°21′07″N 72°11′05″W / 41.35194°N 72.18472°W，而該地的平均海拔高度為77米（即253英尺）。